# リンテルン
リンテルン (ドイツ語: Rinteln, ドイツ語発音: [ˈrɪntl̩n]) は、ドイツ連邦共和国ニーダーザクセン州シャウムブルク郡の市である。

## 地理

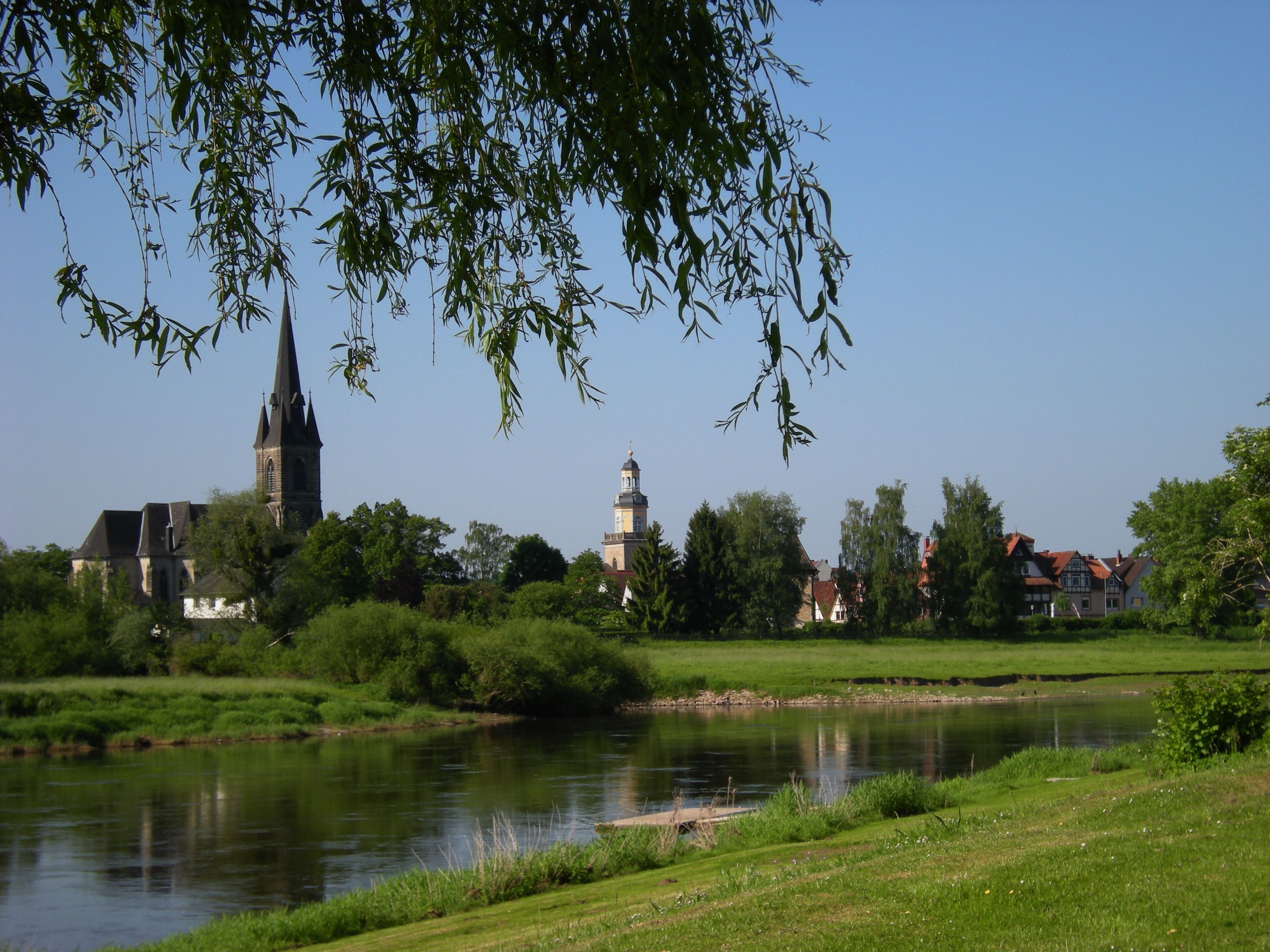
ヴェーザー川越しにリンテルンを望む。画面左の尖塔はカトリックの聖シュトゥルミウス教会、中央の丸屋根の塔がプロテスタントの聖ニコライ教会である。

ヴェーザー渓谷に位置するニーダーザクセンの都市リンテルンは、南をリッペ山地地方、北をヴェーザー山地、東をジュンテル山およびフィッシュベック山に囲まれている。このかつての大学都市（1621年 - 1806年）は、地形上はヴェーザーベルクラント・シャウムブル＝ハーメルン自然公園に属す。このリンテルン盆地の地形上の特徴は、ヴェーザー山地ネッセルベルク山に建つシャウムブルク伯の城シャウムブルク城から一望することができる。ヴェーザー川はここから約 15 km 下流のポルタ・ヴェストファーリカ近郊で「ヴェストファーレンの門」を突き破って北ドイツ低地に流れ込む。ヴェーザー山地とヴィーエン山地との間のこの特徴的な切れ目は、リンテルンのヴェーザー橋から望むことができる。また、この橋からは、シャウムブルク城からと同様に、ヴェーザー山地の山並みをジュンテル山まで望むことができる。リンテルンの市域内では、何世紀も前から様々な場所で砂、砂利、岩の採掘が行われてきた。採掘地はすでに自然と同化し、一部はレクリエーションやレジャー用地として整備されている。たとえば、旧市街の西にあるドクトール湖は現在、ヴェーザー山地地方のキャンプツアーに重要な役割を担っている。他の旧採石場跡の土地利用指定については、環境上、政治上の議論が絶えない。元来の自然・文化は衰退し、農業や観光の重要な基盤が失われつつある。

### 市の構成
中核市区の他、18の町からなる。
| - アーエ - デックベルゲン - エンゲルン - エクステン - フリードリヒスヴァルト - ゴルトベック - ホーエンローデ - コーレンシュテット - クランケンハーゲン | - メレンベック - シャウムブルク - シュタインベルゲン - シュトリュッケン - ウフトドルフ - トーデンマン - フォルクゼン - ヴェンネンカンプ - ヴェステンドルフ |

中核市区（リンテルン）を合わせた、これら19の市区は、10の市区群を形成している。
- アーヘ＝エンゲルン＝コーレンシュテット
- デックベルゲン＝シャウムブルク＝ヴェステンドルフ
- エクステン
- ホーエンローデ＝シュトリュッケン
- クランケンハーゲン＝フォルクゼン
- メレンベック
- リンテルン
- シュタインベルゲン
- タウベンベルク　（フリードリヒスヴァルト、ゴルトベック、ウフトドルフ、ヴェンネンカンプ）
- トーデンマン

である。

## 歴史

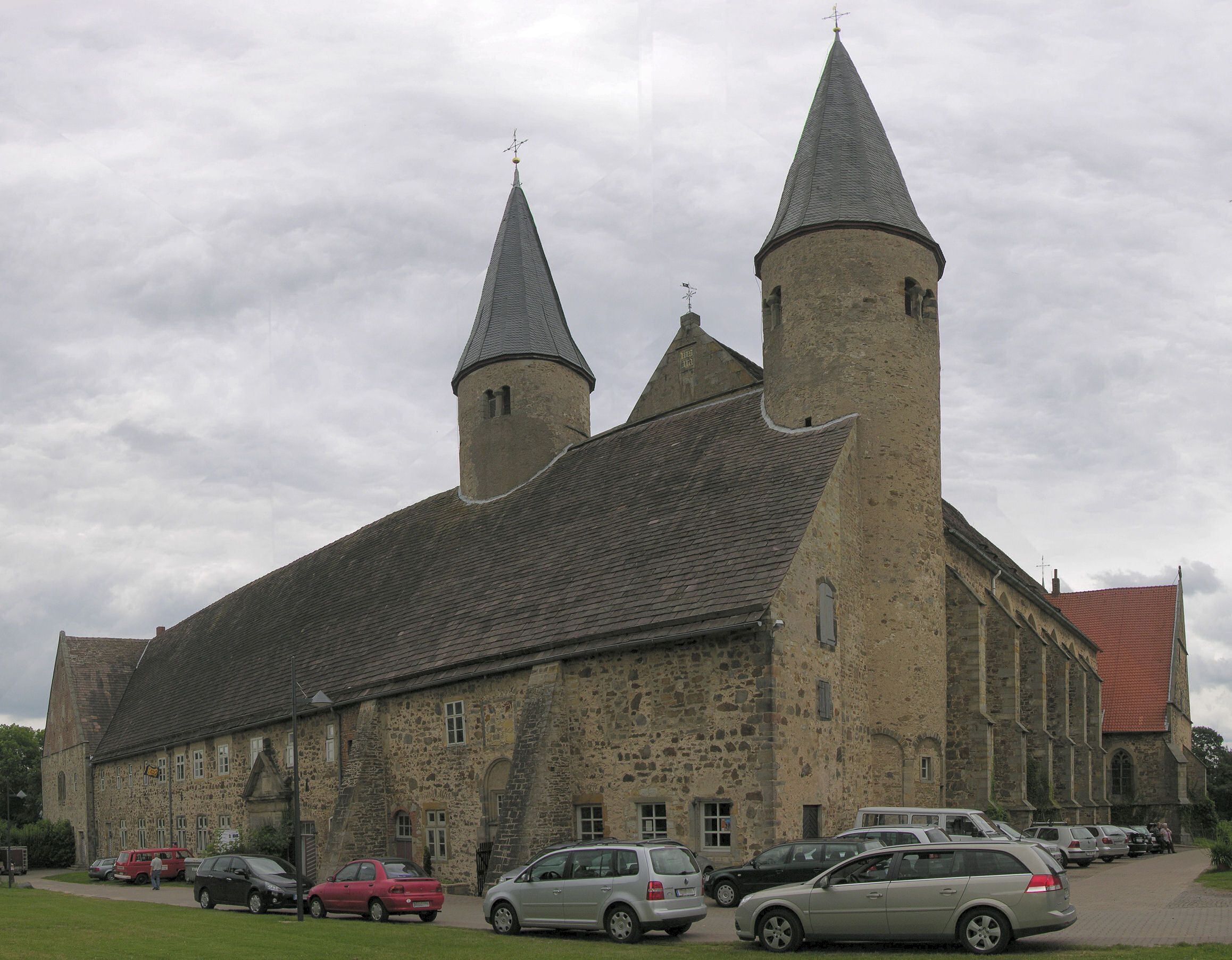
現在のメレンベック修道院

リンテルン市の創設は11世紀後期にまで遡る。それ以前の896年にはすでにベネディクト女子修道会のメレンベック修道院がヴェーザー川の近くあった。ヴェーザー川右岸、すなわち北側に渡った高台に Rentene という小さな村が創られた（後のアルト・リンテルン）。1230年頃、ホルシュタインとシャウムブルク（シャウエンブルク）の伯アドルフ4世（在位: 1225年 - 1239年）が、対岸のヴェーザー川南岸にノイ・リンテルンを建設した。1238年、この町に都市権が授けられた。都市権、通行税徴収権（1391年）、見本市特権などでリンテルンの周辺地域に対する重要度は増していった。ヴェーザー川の橋のたもとという交通上有利な位置にあることも、その躍進を支える要因であった。市の創設直後から市壁の建設が始まった。市門の外の住民達は防衛施設で護られた市内に流入し、都市農民として市内から自分の農地を管理するようになった。

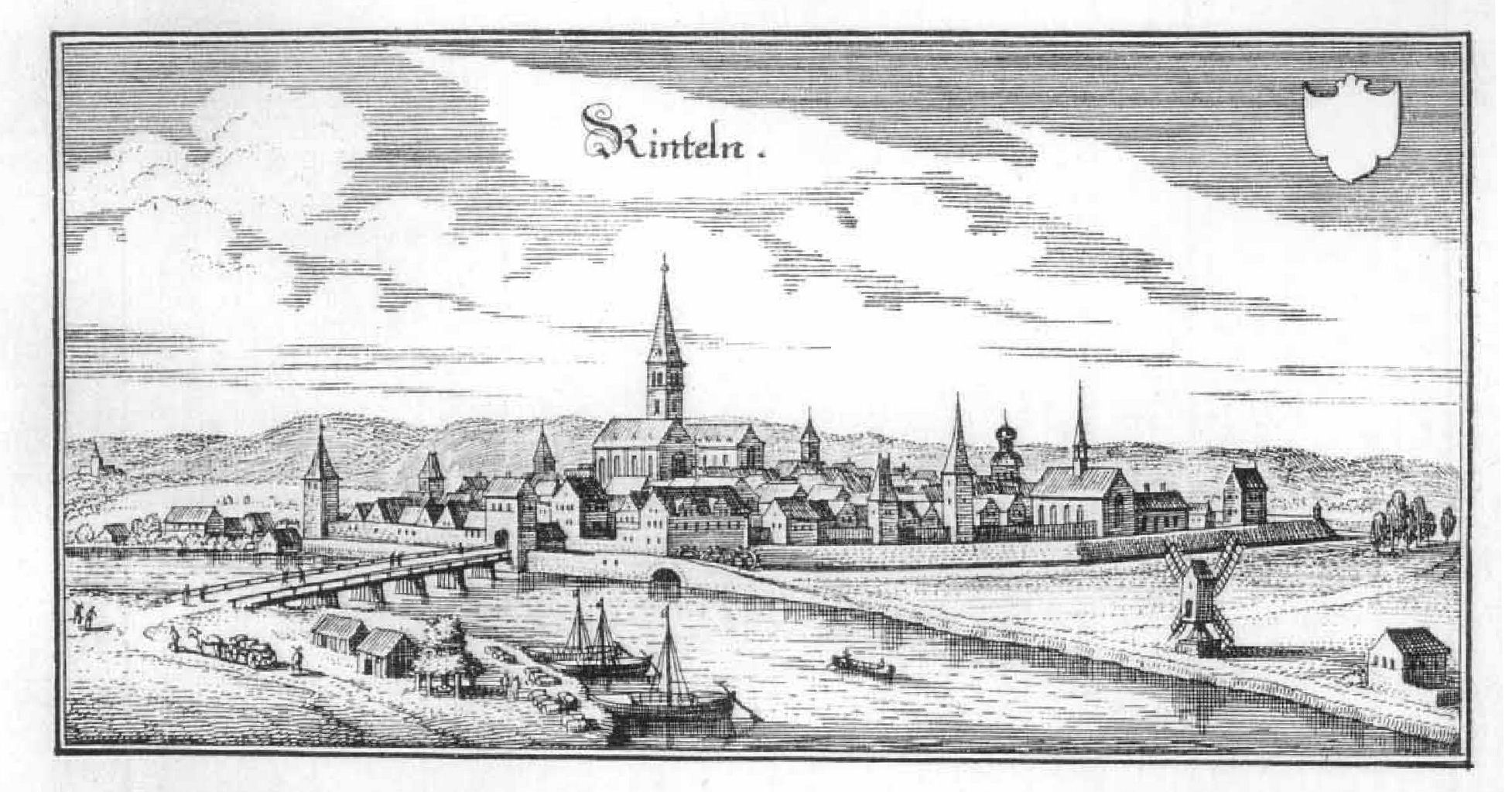
マテウス・メーリアンの銅版画に描かれた1647年頃のリンテルン

ヴェーザー川は交易を振興した。いわゆる「ブレーマー・ヴァーレン」（ブレーメン物）が船で川を遡ってきた。タバコ、食器、輸入雑貨や日用雑貨などである。リンテルンを目指して運ばれたこうした物品のために、市は課税倉庫を造った。川を下って砂、砂利、岩、近隣で切り出されたオーベルンキルヒェン砂岩などが運ばれていった。様々なツンフトの手工業製品も都市の発展に寄与し、17世紀までこの街は経済的繁栄期を過ごした。1626年、ペストによってリンテルン市民の1/3が亡くなり、この都市はひどい衰退を経験した。それでもリンテルンは間もなく立ち直り、1621年に創設されていたリンテルン大学もこの地に留まった。大学印刷所、薬局、植物園や定期的に刊行される新聞の他に、住居付き学生食堂であるコミッセが、その後造られた。コミッセは市の酒類独占権の適用外とされ、教師や学生は安いビールやワインを楽しむことができた。
1640年、旧シャウムブルク伯領は、リッペ伯（シャウムブルク＝リッペ伯領）とヘッセン＝カッセル方伯（シャウムブルク伯領）との間で分割された。これに伴い、リンテルンはヘッセンの軍事都市となり、防衛施設が強化された。
それにもかかわらず、この街は七年戦争やナポレオン戦争では、戦うことなくフランス軍の入城を受け容れ、その都度占領下に置かれた。1806年11月13日、ナポレオンは市の防衛施設の取り壊しを命じた。ナポレオンの末弟で、新たに創設されたヴェストファーレン王国の国王となったジェロームは、リンテルン大学を廃止した。この事もこの町の衰退の一因となった。
ナポレオン支配の終焉後、ヘッセンのシャウムブルク伯領は再びヘッセン＝カッセル方伯領の飛び地となった。1866年、方伯領がプロイセンに併合され、プロイセンのヘッセン＝ナッサウ州の一部となった。1904年にリンテルンを首邑とするグラーフシャフト・シャウムブルク郡が創設され、これは1977年まで存続していた。
1865年、リンテルンで消防団が結成された。これは北ドイツで最も古いものの一つである。この消防団は、その2年前に創設されたトゥルナー消防団に由来する。1865年に正式な組織計画が立案され、市に対して器材購入の申請がなされた。消防団は、団長1名、副団長1名、ハシゴ隊12名、救助隊15名、消火ポンプ隊24名で構成された。ハーメルン消防団をモデルに作成された規約は1865年11月26日に市議会の承認を得た。
19世紀半ばからこの街は再び隆盛に向かった。特にハノーファー＝アルテンベーケナー鉄道会社によって、レーネ - フィーネンブルク線が開通され（1875年）、これによって大都市圏のベルリンやケルンと結ばれたことが工業系企業の定着を促進した。こうして特にガラス工場が設立された。この街はさらに、鉄道路線によってシュタットハーゲン（リンテルン＝シュタットハーゲナー鉄道）や、1920年代末にはバルントルプ（エクスタータール鉄道）とも結ばれた。ビュンデ / レーネ - ハーメルン - ヒルデスハイム / ボーデンブルク と結ぶ路線は、現在「ヴェーザーバーン」と呼ばれ、ユーロバーンによって1時間ごとに運行されている。

### 国家社会主義の時代
1924年、リンテルンに最初のNSDAPグループが結成された。この頃から国家社会主義者、社会民主主義者、共産主義者の間で取り返し衝突が起こるようになり、1930年から1933年の間、それは激化した。1933年3月5日の帝国議会議員選挙では、NSDAPが1,991票、SPDが959票、KPDはわずか294票であった。同年4月12日にリンテルン市はアドルフ・ヒトラーに名誉市民の称号を与えた。これは1946年3月28日に撤回された。ナチスが権力を掌握した1933年以降、全国どこでもそうであったように、リンテルン市でも徐々に強まってい行く圧力と完全な市民監視体制が形成されていった。社会民主主義者や共産主義者は何度も逮捕され、中には強制収容所（主にはモーリンゲン強制収容所）に収監された者もあった。1933年のリンテルンには73人のユダヤ人市民が記録されている。このうち、遅れることなく移住や逃亡を果たした者はわずかであった。少なからぬ人々が強まる圧力に耐えられず自殺した。1940年にはそれでも29人のユダヤ人がいたのだが、1942年3月から7月までの間に、このうちの25人がハノーファー管区およびヒルデスハイム管区のユダヤ人集合場所であったアーレム造園学校に移され、その後強制収容所に送られた。全部で34人のユダヤ人市民がナチス時代に亡くなっている。現在はオスタートーア通りのユダヤ人墓地とベッカー通りの旧ユダヤ教礼拝場跡の小さな標示板だけが、リンテルンのユダヤ人社会をしのばせる。1960年以降リンテルンにはユダヤ人の記録はない。リンテルンの国家社会主義指導者は終戦直後に、ある者は自殺し、ある者は殺害され、ある者は逃走して姿を消した。特に党組織の指導者は、終戦後の裁判で弁明することなく有罪判決を受けた。

### 第二次世界大戦後
第二次世界大戦終戦後、リンテルンは病院都市として何千人もの負傷者を受け容れ、特にシュレージエン地方からの移住者で人口は倍増した。ヘッセンのグラーフシャフト・シャウムブルク郡は1946年にニーダーザクセン州の一部となった。1974年3月1日、近隣の18町村がリンテルン市に合併した。1977年にシャウムブルク郡が創設されたが、この街は同郡最大の街である。1991年にニーダーザクセン州の市街地再開発プログラムを受け容れて旧市街の再開発が始まり、2003年の歩行者専用区域の設定により完了した。

## 行政

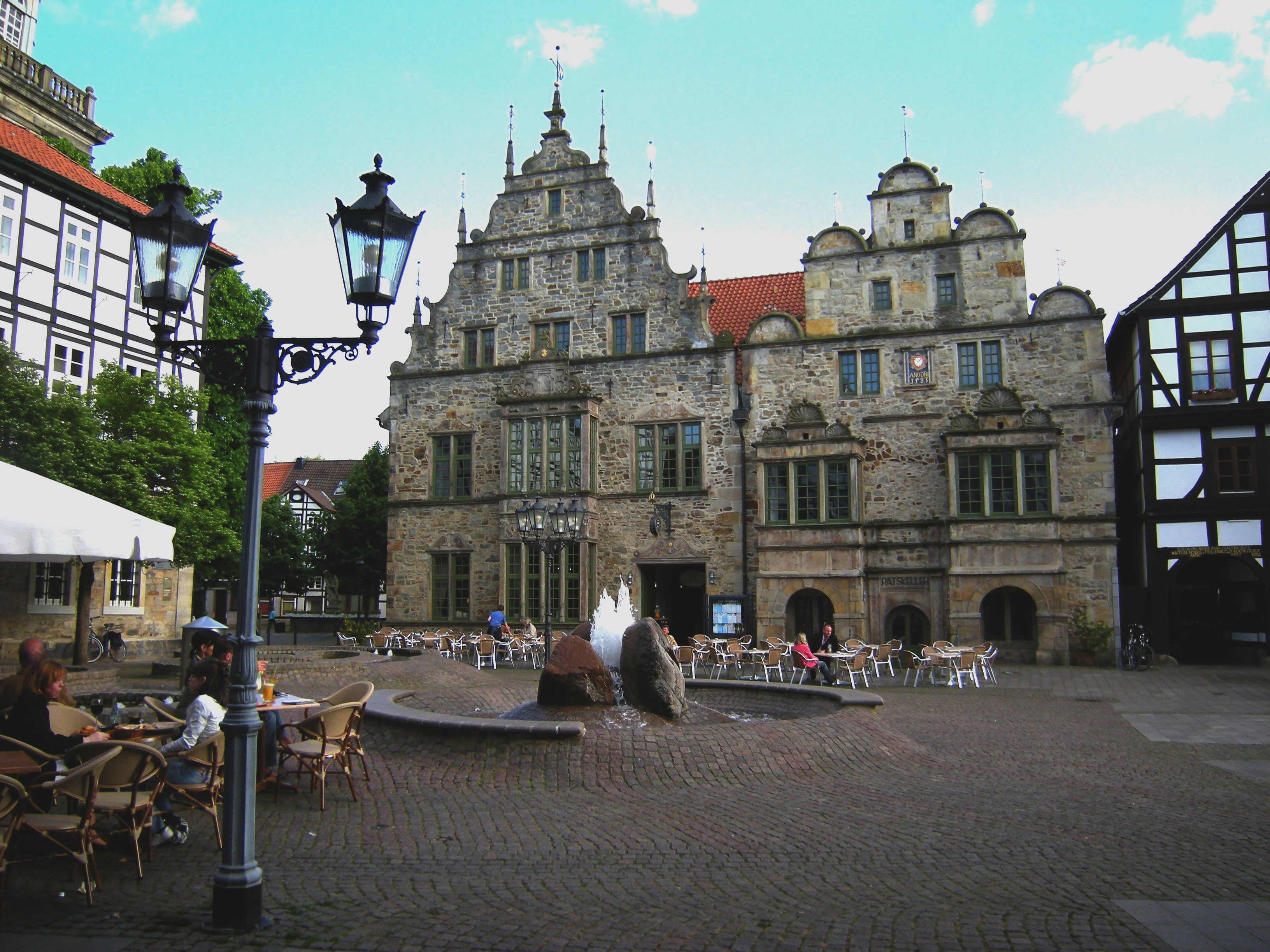
リンテルン市庁舎

リンテルン市は行政共同体（ザムトゲマインデ）を形成しない自立自治体である。

### 議会
リンテルンの市議会は36人の議員と市長で構成される。

### 市長
アンドレア・ランゲ（無所属）は、2021年9月12日の市長選挙で市長に選出された。

### 紋章
図柄: 基部に青 - 銀の川。その上は赤地に3本の塔を組み合わせて構成された銀の城。門の中は赤地で銀のイラクサの葉。

### 姉妹都市
- ケンダル（イギリス、カンブリア）
- スワヴノ（ポーランド、西ポモージェ県）

## 文化と見所

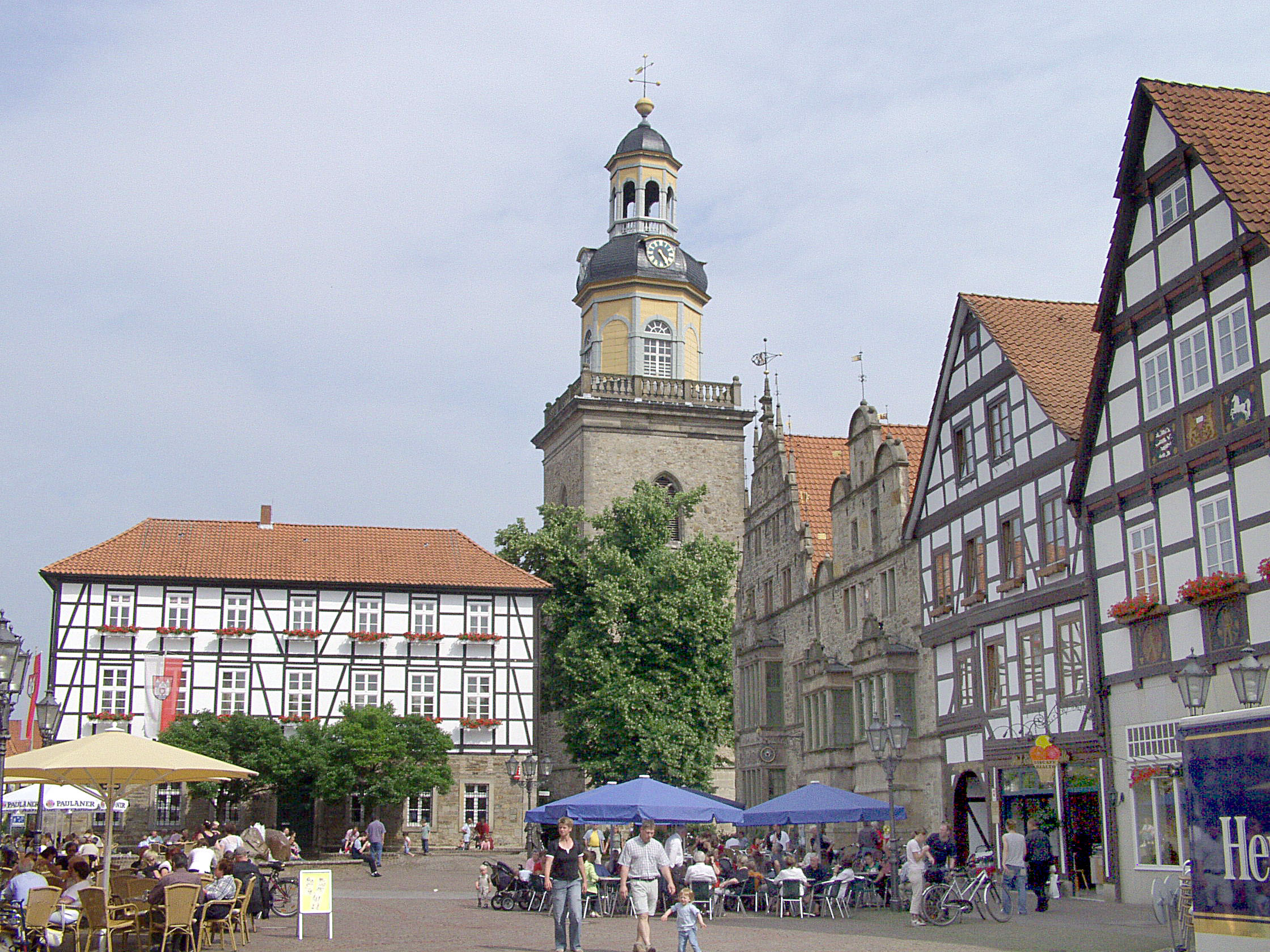
リンテルンのマルクト広場。画面中央の塔が聖ニコライ教会の塔。その左の建物がラーツケラー、塔の右が市庁舎である。

この街は、風景の魅力的な地方に位置し、見応えのある木組み建築の旧市街を有している。その中心は1980年代に整備されたマルクト広場で、プロテスタント、ルター派の市教会である聖ニコライ教会やヴェーザールネサンス時代の建物であるラーツケラー（市参事宴会場）がある。
その他の見所には以下のものがある。
- 大学コミッセ
- 文書館

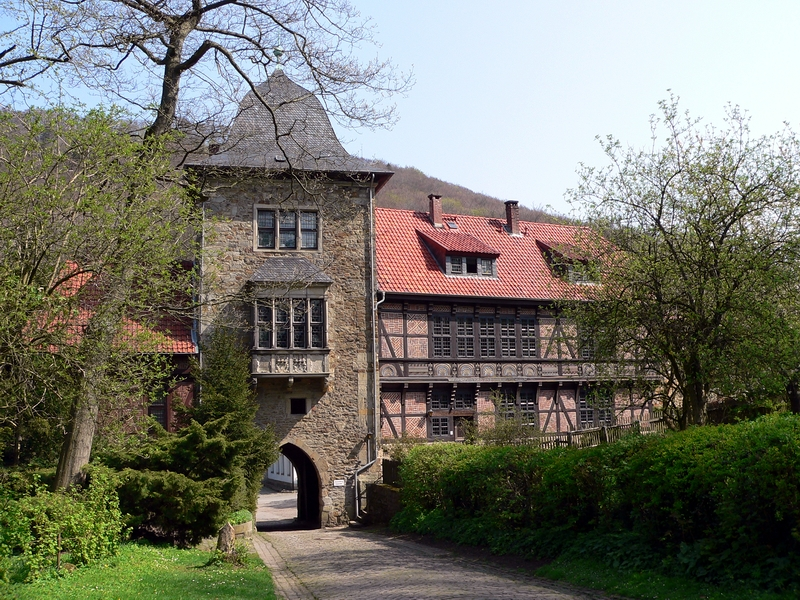
シャウムブルク城の城門

- 市や大学の歴史に関するリンテルン博物館があるオイレンブルク
- メレンベック修道院
- ウンテラー・アイゼンハンマー工業博物館
- パルクホーフ
- ブルクホーフ
- プリンツホーフ
- ヤコービ教会（旧修道院・大学教会）
- カトリックの聖シュトゥルミウス教会 / 旧港
- 聖ニコライ教会（市教会）
- 旧博物館
- マルクト8番地の館「マルクトヴィルトシャフト」
- 市民の館（旧衛兵本部）
- ブルーメンヴァル公園
- クリッペン塔
- シャウムブルク城
- 市の高台の森にある「ヴァルトカーター」
- ヴェーザー川の橋からの眺望
- エアレプニスヴェルト・シュタインツァイヒェン（レジャーパーク）
- エクステン郷土館
- ユダヤ人墓地

- 大学コミッセ
- 文書館
- オイレンブルク
- ウンテラー・アイゼンハンマー工業博物館
- プリンツホーフ
- 画面左よりの高い尖塔が聖シュトゥルミウス教会の塔である
- エアレプニスヴェルト・シュタインツァイヒェンにある石彫

### スポーツ
卓球: VTTリンテルンは1970年代および1980年代に卓球女子選手権で優秀な成績を収めた。1978年から卓球ブンデスリーガ1部に属したが、1983年に2部に降格となった。しかし、その1年後には1部への再昇格を果たした。

### 音楽
リンテルンでは、伝統的でコンサート形式のブラス音楽をリンテルン消防団ブラスオーケストラが奨励してきた。1998年12月31日に古いブラスバンドが解散した後、2003年にクラウス・ディービーツが率いる新しいオーケストラが組織され、定期的な練習が開始された。このオーケストラはすでに広く知られている。

### 民話
「豆畑のこびと」
リンテルンの近くに住むある農民は素晴らしい豆畑を持っていました。ところが、ある収穫の時、どの莢も空っぽでした。農民は泥棒を捕まえようと、こっそり豆畑を見張りました。すると確かにガサガサと音はするのですが、そこには誰もいません。
そこで農民は、これは豆のこびとに違いないと思いました。彼は下男と一緒に畑に来ました。紐の端を下男に握らせ、反対端を自分で持ちました。そして畑を端から端まで走りました。すると隠れ蓑を着たこびとが紐に引っ掛かりました。
こうしてこびとは捕まりました。こびとは隠れ蓑を返してもらうために農民にたくさんの豆を支払わなければなりませんでした。そして彼はそそくさと姿を消すと、二度と戻ってきませんでした。

## 経済と社会資本

### 地元企業
- ディスカウントショップの Aldi は地域支店をリンテルンに有している。また広大な中央倉庫もある。
- 世界的に活動している Hubert Stüken GmbH は長年リンテルンにあり、現在は南工業地域への拡張を計画している。
- この街最大の雇用主はジュースとミネラルウォーターの RiHa である、この他に重要な企業としては、オーウェンズ・イリノイのガラス工場、Weserwaben、Rolec などがある。
- 時計企業シャウボーグウォッチ（シャウムブルク郡にちなむ）は1998年にリンテルンで設立され、機械式時計を手作業による少数生産で製造している。

### 交通

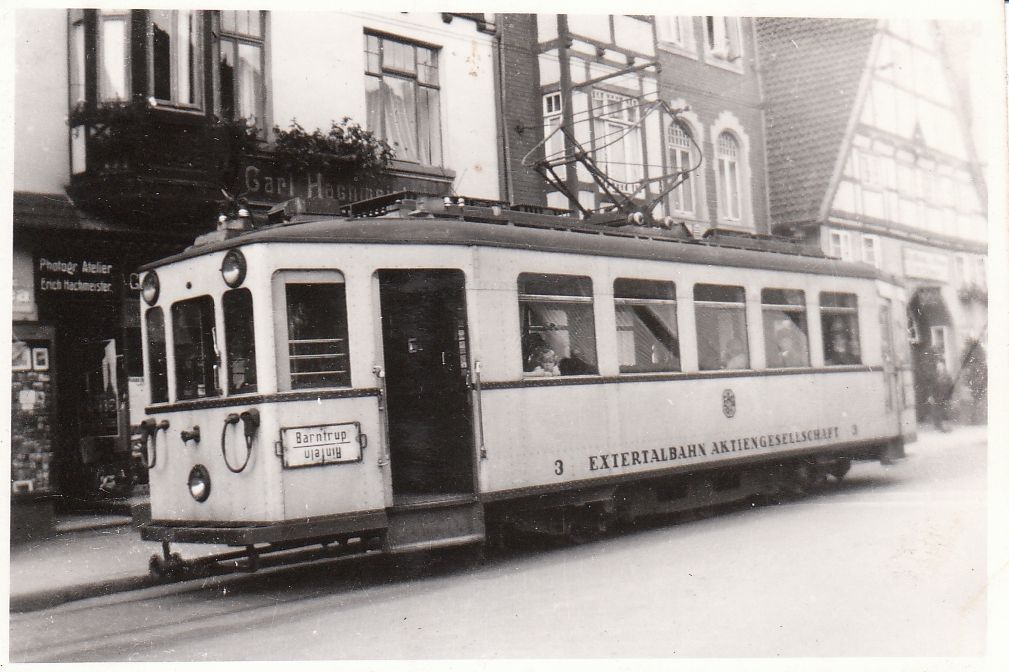
ヴェーザー通りを走るエクスタータール鉄道（1939年）

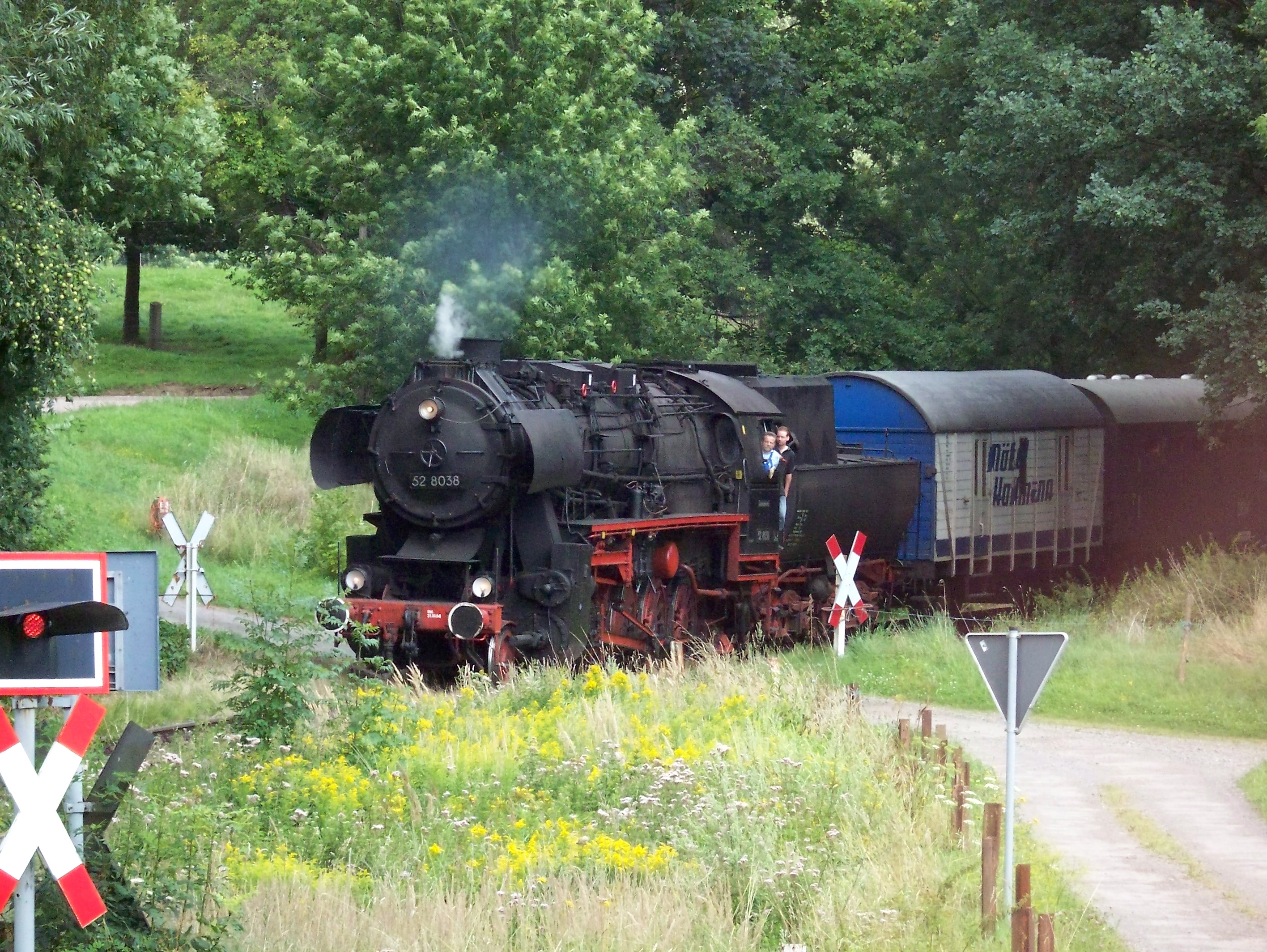
リンテルン - シュタットハーゲン線を走る保存鉄道（リンテルンとシュタインベルゲンとの間）

#### 道路
リンテルンは連邦アウトバーンA2号線（欧州自動車道路E30号線）の近くに位置し、バート・アイルゼン・インターチェンジがある。連邦道B83号線とB238号線（後者はバイパス区間）が市街中心部を取り巻くように通っている。リンテルンはバルントルプからのエクスタータール街道の終点でもある。

#### 鉄道
この街は、ビュンデ - レーネ - ハーメルン - ヒルデスハイム - ボーデンブルク線（ヴェーザーバーン）沿いに位置しており、1時間毎（週末は2時間毎）にオイロバーンの列車が運行している。ノルトライン＝ヴェストファーレン方面への列車にはオストヴェストファーレンリッペ交通連盟のザクサー・タリフという料金体系が適用される。
リンテルン南駅は廃線となったエクスタータール鉄道の終着駅であった。この路線はかつては旧市街を通り、ヴェーザー橋を渡りリンテルン駅まで通っていた。この他に、やはり廃線となったリンテルン - シュタットハーゲン線もあった。この路線は現在、保存鉄道が運行している。

#### 船舶
ヴェーザー川の貨物航行は現在も行われている。リンテルンには、ミンデン - フロートー - ハーメルンとたどる観光船の船着き場がある。

#### 航空
リンテルンには、小型スポーツ機用の小さな飛行場（ICAOコード: EDVR）がある。

### 公共機関
- シャウムブルク病院のリンテルン病院
- シャウムブルク郡の自動車運転許可所の出張所
- ニーダーザクセン州税政アカデミー
- リンテルン登記局

## 人物

### 出身者
- フリードリヒ・コールラウシュ（1840年 - 1910年）物理学者
- グレアム・コクソン（1969年 - ）ロックバンド ブラーのリードギター奏者

### ゆかりの人物
- フランツ・フォン・ディンゲルシュテット（1814年 - 1881年）詩人。作品『Weserlied』（ヴェーザー川の詩）でリンテルンを詠んだ。オイレンブルクのリンテルン郷土博物館内にはディンゲルシュテットの部屋がある。

## 引用
1. ↑  Landesamt für Statistik Niedersachsen, LSN-Online Regionaldatenbank, Tabelle A100001G: Fortschreibung des Bevölkerungsstandes, Stand 31. Dezember 2023
2. ↑  Max Mangold, ed (2005). Duden, Aussprachewörterbuch (6 ed.). Dudenverl. p. 580. ISBN 978-3-411-04066-7
3. ↑  Ausführlich: Blazek, Matthias, Feuerwehrwesen im Landkreis Schaumburg im 19. Jahrhundert, 2., aktualisierte und ergänzte Auflage, Adelheidsdorf 2002, pp. 6 - .
4. ↑  “Wahl der Bürgermeisterin Stadt Rinteln 12.09.2021”. 2022年8月18日閲覧。
5. ↑  Zeitschrift Deutscher Tischtennis Sport, 1984/6 p. 32.
6. ↑  Heimatsagen aus der Grafschaft Schaumburg, ausgewählt und bearbeitet von einem Arbeitsausschuss des Kreislehrervereins, für den Schulgebrauch genehmigt durch das Niedersächsische Kultusministerium vom 15. Februar 1951, C. Bösendahl, Rinteln, p. 9; "dass" und "mussten" in der Vorlage mit Eszett.